# Myopus schisticolor
Il lemming dei boschi (Myopus schisticolor  Lilljeborg, 1844) è un roditore della famiglia dei Cricetidi diffuso nell'Ecozona paleartica.

## Descrizione

### Dimensioni
Roditore di piccole dimensioni, con la lunghezza della testa e del corpo tra 75 e 100 mm, la lunghezza della coda tra 14 e 15 mm, la lunghezza del piede tra 16 e 17 mm, la lunghezza delle orecchie tra 11 e 14 mm.

### Aspetto
Il corpo è tozzo. La pelliccia è soffice e densa, più lunga in inverno. Le parti dorsali sono grigie scure con una zona bruno-rossiccia ben definita sulla schiena che si estende dalle spalle fino alla groppa, mentre le parti ventrali sono leggermente più chiare. Le parti superiori hanno un peculiare riflesso metallico dovuto alle punte argentate dei peli. Gli occhi sono piccoli. Le orecchie sono piccole, arrotondate, ricoperte di peli e fuoriescono parzialmente dalla pelliccia circostante. Una valvola regola l'apertura del meato uditivo. Il pollice è piccolo ma è munito di un grande unghia appiattita con i bordi paralleli e un incavo all'estremità. I piedi sono neri, i palmi delle zampe anteriori sono privi di peli, mentre le piante dei piedi sono densamente ricoperti di peli posteriormente dietro ai cuscinetti e privi di peli anteriormente.  La coda è corta e pelosa, bruna-grigiastra sopra e grigio chiara sotto. No vi è dimorfismo sessuale accentuato. Le femmine hanno quattro paia di mammelle. Il cariotipo è 2n=32.

## Biologia

### Comportamento
È una specie terricola e notturna. Costruisce le tane e i percorsi nel muschio. L'area d'azione nelle femmine è di 300 m², mentre nei maschi è di 3.000 m². È presente un meccanismo genetico unico il cui risultato è il concepimento di molte più femmine che maschi. Molte madri producono soltanto figlie e il 70-80% di una determinata popolazione può consistere solo di femmine. L'esatta spiegazione di questo fenomeno non è nota ma potrebbe essere associata alla superiore capacità delle femmine nel mantenere i propri cromosomi.

### Alimentazione
Si nutre di muschio, in particolare del genere Dicranium, steli di mirtillo e corteccia di ginepro.

### Riproduzione
Danno alla luce 1-7 piccoli alla volta fino a 11 volte all'anno, con picchi a cominciare dalla primavera fino a metà estate. Le femmine possono accoppiarsi soltanto dopo un mese di vita.

## Distribuzione e habitat
Questa specie è diffusa dalla Norvegia fino alla Siberia orientale, l'isola di Sakhalin, la Mongolia e la Cina nord-orientale.
Vive nella taiga e nelle foreste di conifere tra 600 e 2450 metri di altitudine.

## Tassonomia
Sono state riconosciute 5 sottospecie:
- M.s.schisticolor: Norvegia orientale, Svezia, Finlandia, Russia europea dalla Carelia alla Penisola di Kola;
- M.s.middendorfii (Vinogradov, 1922): Bacini dello Enisej e dell'Amur fino alle coste occidentali del Mare di Ochotsk;
- M.s.saianicus (Hinton, 1914): area del Lago Bajkal, province cinesi della Mongolia interna nord-orientale ed Heilongjiang, Mongolia settentrionale;
- M.s.thayeri (G. M. Allen, 1914): Estrema parte nord-orientale della Siberia e Penisola di Kamchatka;
- M.s.vinogradovi (Skalon & Raevski, 1940): Monti Urali settentrionali e centrali.